# Liste des îles d'Argentine
Voici une liste des îles d'Argentine.

## Par ordre alphabétique
- Terre de Feu
  - Grande île de la Terre de Feu
- Île d'Apipé
- Île des États
- Île de Martin Garcia
- Île Victoria

## Îles revendiquées par l'Argentine
- Géorgie du Sud
- Îles Sandwich du Sud
- Îles Malouines
- Îles Orcades du Sud